# Червоновершківська сільська рада
| Червоновершківська сільська рада — колишній орган місцевого самоврядування у Компаніївському районі Кіровоградської області з адміністративним центром у с. Червоновершка. Сільській раді підпорядковані населені пункти: - с. Червоновершка - с. Братерське - с. Роздолля |

## Склад ради
Рада складається з 16 депутатів та голови.

### Керівний склад ради
| ПІБ                        | Основні відомості                                                                       | Дата обрання | Дата звільнення |
| -------------------------- | --------------------------------------------------------------------------------------- | ------------ | --------------- |
| Горбань Ніна Сергіївна     | Сільський голова, 1954 року народження, освіта, позапартійна                            | 26.03.2006   | 31.10.2010      |
| Восьмак Микола Миколайович | Сільський голова, 1960 року народження, освіта середня спеціальна, член народної партії | 31.10.2010   |                 |

Примітка: таблиця складена за даними джерела

## Населення
Згідно з переписом УРСР 1989 року чисельність наявного населення сільської ради становила 2068 осіб, з яких 941 чоловік та 1127 жінок.
За переписом населення України 2001 року в сільській раді мешкало 1868 осіб.

### Мова
Розподіл населення за рідною мовою за даними перепису 2001 року:
| Мова       | Відсоток |
| ---------- | -------- |
| українська | 96,23 %  |
| російська  | 3,34 %   |
| молдовська | 0,16 %   |
| білоруська | 0,11 %   |
| вірменська | 0,05 %   |
| угорська   | 0,05 %   |